# دیگچه دهان لوله‌ای با سه‌پایه
دیگچه دهان لوله‌ای با سه پایه از آثار باستانی متعلق به سده نهم پیش از میلاد (عصر آهن ۲) است که در گورستان حسنلو واقع در تپه حسنلو نزدیکی شهر نقده (سولدوز) کشف شده‌است. این ظرف پایه‌دار در دورن یک گور کشف شده‌است. ارتفاع این ظرف ۲۱٫۷ سانتی‌متر است و در موزه متروپولیتن نیویورک نگهداری می‌شود. جنس این سبو سفال خاکستری رنگ است.